# Ichihara
Ichihara è una città giapponese della prefettura di Chiba.